# Natività della Vergine (Altdorfer)
La Natività della Vergine è un dipinto a olio su tavola (140,7×130 cm) di Albrecht Altdorfer, databile al 1520 circa e conservato nell'Alte Pinakothek di Monaco. 

## Descrizione e stile
L'opera è composta in maniera scenografica, secondo la nuova sensibilità verso lo sfondo elaborata dalla scuola danubiana in quegli anni. Il soggetto vero e proprio, la nascita di Maria, è relegato infatti nella parte inferiore del dipinto, col tradizionale letto di sant'Anna, le levatrici con la bambina e san Gioacchino che si avvicina portando qualcosa mentre sale una scaletta. La parte predominante del dipinto è lo straordinario sfondo chiesastico, in cui un girotondo di angeli si muove in un cerchio amplissimo, che evidenzia l'ampiezza spaziale, con al centro un angioletto che agita un turibolo per l'incenso. 
L'edificio, che simboleggia la tipica analogia tra Maria e la Chiesa (un soggetto poi bandito dalla Riforma protestante), è organizzato in maniera complicata e originale, all'insegna dell'eclettismo: il deambulatorio e le gallerie di colonnine sono romanici, le finestre ogivali gotiche e le volte e le nicchie a conchiglia rinascimentali. Una tale attenzione all'architettura è tipica delle opere quando alla corte di Massimiliano I si dedicò all'architettura.